# Страсато (Палермо)
Страсато је насеље у Италији у округу Палермо, региону Сицилија.
Према процени из 2011. у насељу је живело 7 становника. Насеље се налази на надморској висини од 789 м.